# Miracolo eucaristico di Faverney
Il miracolo eucaristico di Faverney sarebbe avvenuto nell'omonima cittadina francese nell'anno 1608: alla vigilia di Pentecoste un incendio distrusse l'altare ma non l'ostensorio con il Santissimo Sacramento, che restarono intatti in quanto sarebbero rimasti, secondo le testimonianze, sospesi in aria per 33 ore.

## Storia
A Faverney, piccolo centro francese della Franca Contea, in un'abbazia benedettina risalente all'VIII secolo, durante le celebrazioni per la Pentecoste del 1608, nella notte fra domenica e lunedì, si sviluppò un incendio.
La mattina furono trovati bruciati l'altare e gli arredi sacri ma l'ostensorio d'argento, contenente l'ostia consacrata per l'adorazione eucaristica, era rimasto intatto in quanto, secondo quanto tramandato dalla tradizione, era rimasto sospeso in aria davanti alla grata che divideva la chiesa dal coro dei monaci: dopo circa 33 ore, durante la celebrazione della messa, il fenomeno era finito e l'ostensorio era disceso su di un altare appositamente preparato.
Il 10 luglio, dopo il processo canonico, l'arcivescovo di Besançon dichiarò miracoloso l'evento e, dopo che il 13 settembre l'arcivescovo di Rodi, in qualità di nunzio apostolico a Bruxelles, lo aveva fatto conoscere a Papa Paolo V, questi concesse con una bolla l'indulgenza relativa. Nel 1862 la Congregazione dei Riti autorizzò la celebrazione del presunto miracolo. Nel 1908, in occasione del terzo centenario dell'evento, si tenne un Congresso Eucaristico Nazionale.
L'ostia consacrata rimasta intatta è ancora oggi esposta all'adorazione dei fedeli.